# パペットスンスン
パペットスンスン（PUPPET SUNSUN）とは、SNS上などで投稿されているキャラクターコンテンツの名称であり、コンテンツを制作するクリエイターの名称でもある。CHOCOLATE CHARACTER LABEL所属。所属レーベルは、Echoes。

## 概要
2025年2月10日にアイ・エヌ・ジーが高校生男女100名を対象に実施した「今一番好きなキャラクター」3位となっている。

### クリエイターとしてのパペットスンスン
後述で紹介する青いパペット・スンスンが投稿するていで作品を公開している人物。"パペット"スンスンという名前ではあるものの、パペット中心の映像作品のほかに漫画「パペットスンスン"コミック"」を制作している。YouTube以外でも活動を行っているが、YouTuberとして紹介されることもある。もともと映画と漫画に興味があったことが、映像・漫画制作の原点になったと語っている。

### コンテンツとしてのパペットスンスン
パペットスンスンは、パペットの国である『トゥーホック』に住んでいる6歳の青いパペット・スンスンのキャラクターを軸に展開するコンテンツであり、主に映像作品と漫画作品の2つから構成されている。

## キャラクター
スンスン
パンを愛する6歳の青いパペット。ゾンゾンの孫。実家の屋根裏部屋に住んでいる。好きな食べ物はパン。。
ゾンゾン
灰色の学者のパペット。スンスンの祖父。帽子を被っている。初期映像作品では、ゾンゾンがスンスンとテレビ電話を行うことが物語の導入になっていた。
ノンノン
白色のパペット。スンスンの友人。
ツクツク
"コミック"にのみ登場するキャラクター。背中に棘が生えているようなデザイン。

## 出演

### テレビ番組
- ショートムービー「パペットスンスン」（フジテレビ系「めざましテレビ」内、2025年7月2日 - ）[10] - 原作、主役

### Web
- サントリーグリーンダカラWebCM【#スンスンダラダラダカラ】（2023年12月26日）[11][12]

### ミュージックビデオ
- 堂島孝平 & 眉村ちあき『てんてん』MV（2022年8月3日） - 出演[13]
- never young beach『らりらりらん』MV（2023年9月20日） - 出演[14]

### イベント
- 写真展『Here’s to you 花束を着よう』（2023年6月3日 - 18日） - ナビゲーターとして登場[15]。
- ポップストア『トーキョープリントストア　BEAMS NEWS meets FUJICOLOR』（2023年10月31日 - 11月13日） - クリエイターの1人として参加[16]。

- never young beach ツアー『“ありがとう” Release Tour 2023』 - ゲスト出演[17]。

## 書籍
- 『PUPPET SUNSUN ふわぁっとポーチBOOK』（2023年2月2日） - 宝島社[18]

## ディスコグラフィ

### 配信楽曲
|     | 配信日        | タイトル | 備考                                                   |
| --- | ------------- | -------- | ------------------------------------------------------ |
| 1st | 2025年6月25日 | とてと   | ショートムービー「パペットスンスン」配信版テーマソング |

## コラボ
- パ・リーグ6球団（2023年9月15日） - コラボアイテムを発売[19]。
- FRUIT OF THE LOOM（2024年6月11日） - コラボアイテムを発売[20]。
- スシロー（2024年11月20日） - 対象商品を注文すると「スンスン meets スシロー」をテーマにしたコラボグッズがもらえるキャンペーンを実施[21]。
- B:MING by BEAMS(2025年4月19日) - コラボアイテムを発売[22]。
- コンバース(2025年5月2日) - コラボアイテムを発売[23]。